# Выставкин, Даниил Сергеевич
Дании́л Серге́евич Вы́ставкин (18 апреля 1902, Студёное, Орловская губерния — январь 1943, Краснодон, Ворошиловградская область) — советский военный.

## Биография
Родился 18 апреля 1902 года в деревне Студёное (ныне — Должанский район Орловской области) в крестьянской семье. С 1914 года учился в сельской школе; учёба была прервана гражданской войной. Работал учеником-электриком в Воронежском сельскохозяйственном институте.
В 1924—1926 годы служил в Красной Армии в отдельном Московском электробатальоне; в 1924 году вступил в комсомол. С 1926 года работал электриком на Воронежском маслозаводе.
С января 1927 года жил в Краснодоне; работал электромонтёром на шахте № 5, затем — электрослесарем на шахтах, механиком в горноспасательном отряде. С 1936 года — заместитель председателя Краснодонского горсовета, с 1938 года — агент по заготовкам в Смешторге. Член КП(б) Украины с декабря 1927 года.
4 июля 1941 года был призван в армию по партийному набору; участвовал в обороне Киева. С сентября 1941 года оказался в окружении; будучи раненым под Белой Церковью, попал в плен. Бежал из плена, вернулся в Краснодон.
В период оккупации работал молотобойцем в электромеханических мастерских. Выполнял решения партийного подполья: организовывал диверсии в цехах, вёл антифашистскую агитацию среди рабочих, поддерживал связь с участниками молодёжного подполья Краснодона.
Был арестован в январе 1943 года. Подвергался жестоким пыткам. Сброшен в шурф шахты № 5. Похоронен в братской могиле героев на центральной площади Краснодона.

## Награды
- Орден Отечественной войны I степени (посмертно, 20 мая 1965) — за выдающиеся заслуги в организации и руководство коммунистическим подпольем города Краснодона, мужества и отвагу, проявленные в борьбе против немецко-фашистских захватчиков в период Великой Отечественной войны 1941-1945 гг